# Acmaeoderoides
Acmaeoderoides (лат.) — род американских жуков-златок из подсемейства Polycestinae.

## Распространение
Неарктика: США и Мексика.

## Систематика
Род был выделен в 1942 году на основании вида, ранее входившего в состав рода Acmaeodera. Около 12 видов. Род Acmaeoderoides похож по внешнему виду на род Paracmaeoderoides и включен вместе с ним в подтрибу Acmaeoderoidina, имеет тот же ареал распространения. Среди различий между Acmaeoderoides и Paracmaeoderoides, форма внутренних краев глаз (параллельная или расходящаяся вверх) варьирует [у A. rossi (Cazier) они отчетливо расходятся к вершине], степень развития срединной впадины переднеспинки варьирует (она хорошо развита у A. distinctus Nelson); рельеф интервалов (килеватый или пунктированный) также варьирует у разных видов рода Acmaeoderoides (отчетливо килеватые интервалы встречаются у A. depressus Nelson); тарзальные подушечки на 1—4-м (изредка 2—4-м) тарзомерах развиты не только у Acmaeoderoides, но и у Nothomorphoides (1-й и 2-й тарзомеры с рудиментарными подушечками); редукция подушечек на проксимальных (от 1-го до 1—3-го) тарзомерах наблюдается у разных родов Polycestinae; оба типа строения яйцеклада (удлиненный, с редкими волосками или короткий, с густыми волосками) характерны для представителей двух разных групп рода Acmaeoderoides.
- Acmaeoderoides cazieri Nelson, 1968
- Acmaeoderoides confusus Nelson, 1999
- Acmaeoderoides depressus Nelson, 1968
- Acmaeoderoides distinctus Nelson, 1968
- Acmaeoderoides ferruginis Wellso & Nelson in Nelson, 1968
- Acmaeoderoides humeralis  (Cazier, 1938)
- Acmaeoderoides insignis (Horn, 1894)typus
- Acmaeoderoides knulli  Nelson, 1968
- Acmaeoderoides rossi  (Cazier, 1937)
- Acmaeoderoides rufescens  Nelson, 1968
- Acmaeoderoides stramineus  Nelson, 1968
- Acmaeoderoides verityi Nelson, 1968